# 玉井区

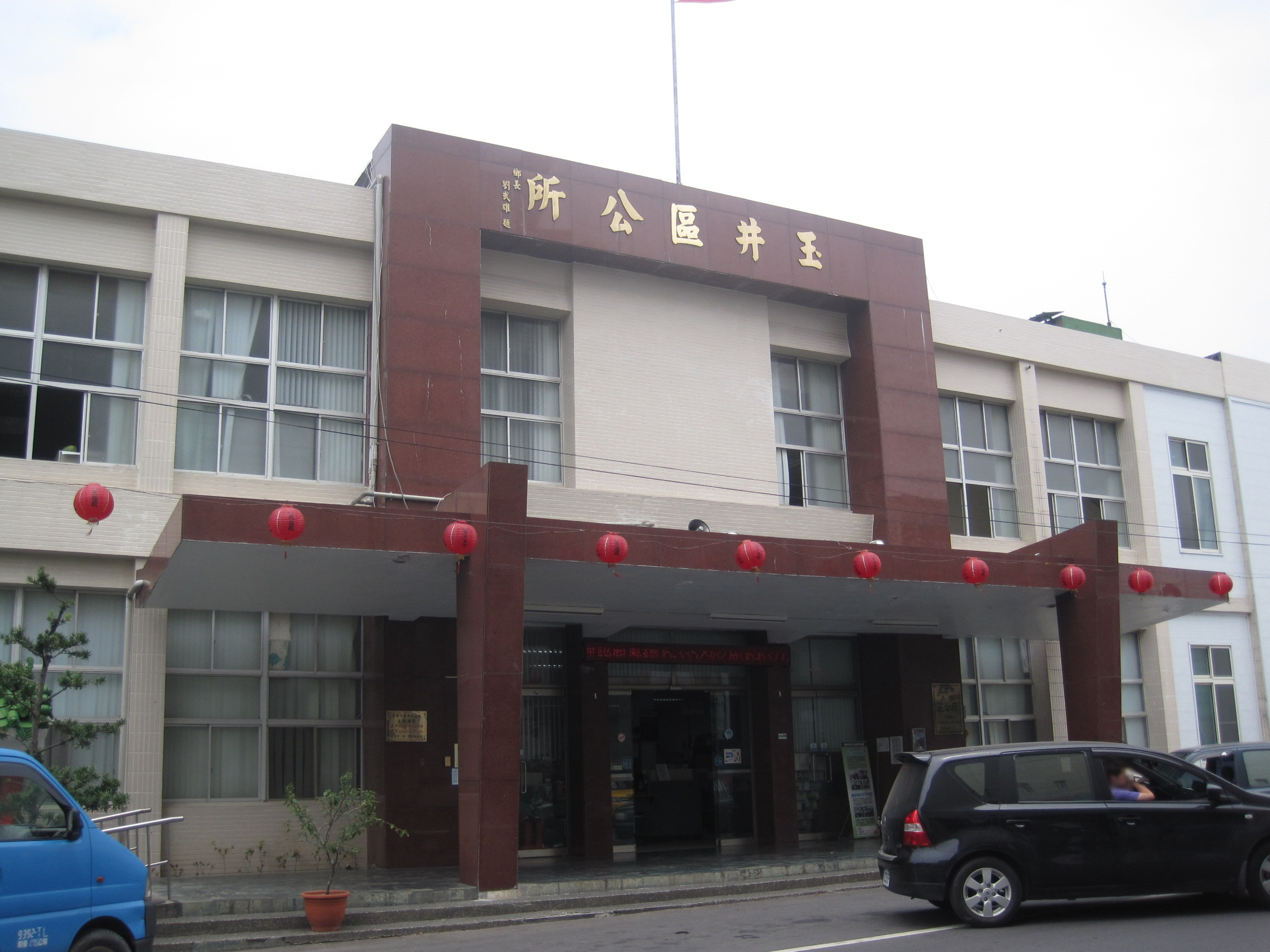
玉井区役所

玉井区（ユージン/ぎょくせい/たまい-く）は台南市の市轄区。マンゴーの産地として有名である。

## 地理
玉井区は台南市東部に位置し、西は大内区、山上区と、東は楠西区と、南は左鎮区、南化区とそれぞれ接している。阿里山山脈の南端に位置し山岳地帯が広がっているが、台3線と台20線が交差しており、交通の要衝となっている。

## 歴史
旧名は大武壠であり、古くはツォウ族タパニー（噍吧哖は当て字）社などの居住地であった。鄭氏政権時代、大目降（現在の新化区）一帯に居住していた西拉雅族が漢人の進出の影響によりこの地に移住している。清代の雍正年間、漢人は玉井地区にも入植するようになり集落が形成された。日本統治時代の1915年，余清芳等が起こした西来庵事件（噍吧哖事件とも）が発生し、台湾で最大規模の武装抗日事件が発生している。1920年の台湾地方改制の際、噍吧哖と音の近い日本語の玉井と改称され台南州新化郡の管轄となった。台湾の中華民国への編入後は台南県玉井郷に改編、2010年12月25日に台南県が台南市に編入されたことに伴って玉井区となり、現在に至る。

## 行政区
| 里                                                                             |
| ------------------------------------------------------------------------------ |
| 三和里、中正里、玉田里、沙田里、層林里、三埔里、玉井里、竹囲里、望明里、豊里里 |

## 歴代区長
| 代 | 氏名 | 退任日 |
| -- | ---- | ------ |

## 教育

### 高級職校
- 国立玉井高級工商職業学校

### 国民中学
- 台南市立玉井国民中学

### 国民小学
- 台南市立玉井国民小学
- 台南市立層林国民小学

### 特殊学校
- 天主教徳蘭啓智中心

## 交通
| 種別 | 路線名称 | その他                    |
| ---- | -------- | ------------------------- |
| 省道 | 台3線    |                           |
| 省道 | 台20線   | 南部横貫公路              |
| 省道 | 台84線   | 東西向快速道路 北門玉井線 |

## 観光

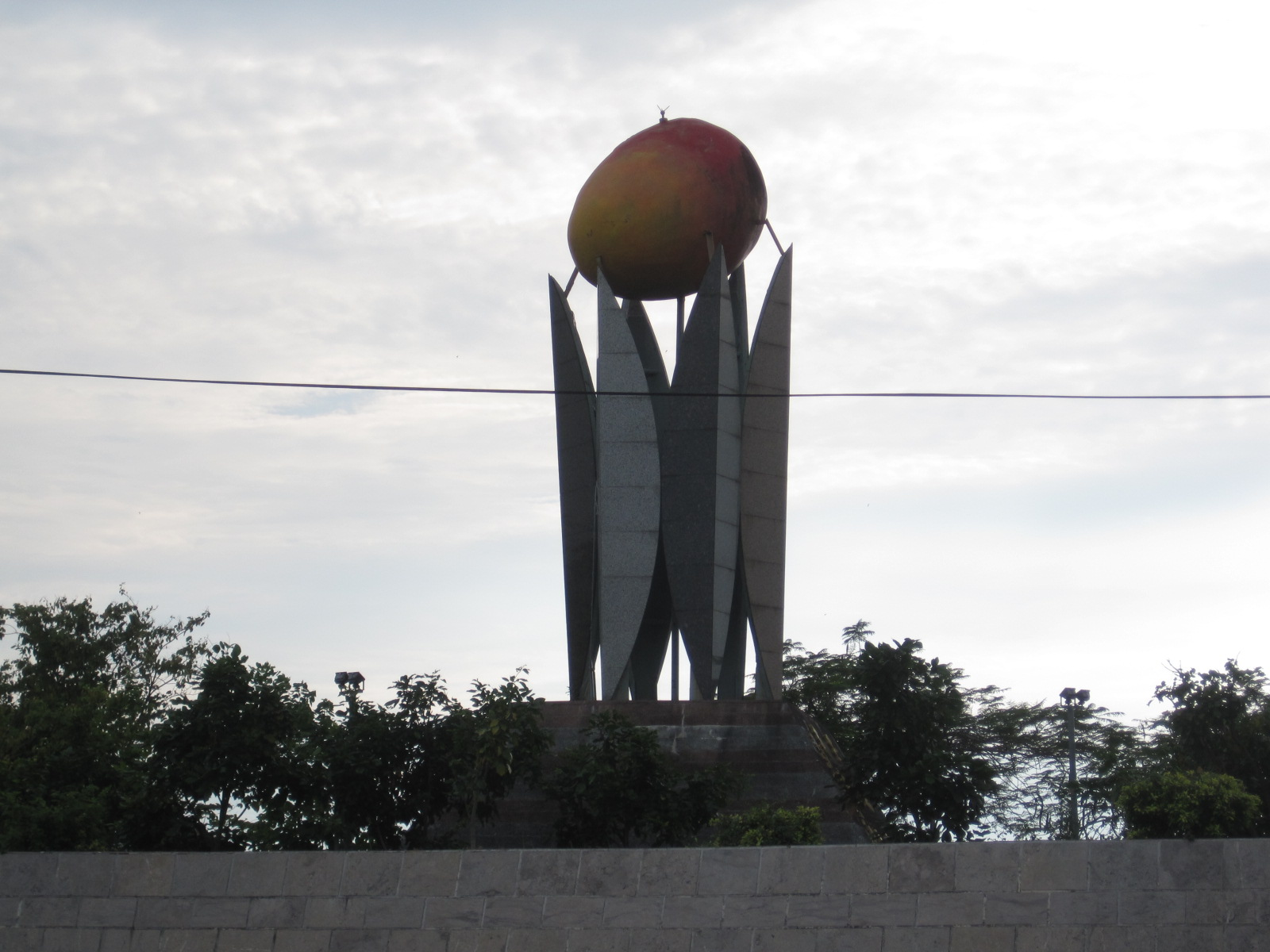
タパニー記念公園のマンゴー像

- 余清芳紀念碑
- 梅嶺
- 玉井北極殿
- マンゴー産業文化資訊館
- 文心蘭園